# I Just Wanna Know
I Just Wanna Know ist die Debütsingle des britischen Sängers Taio Cruz. Der Song wurde von Cruz geschrieben und komponiert und am 30. Oktober 2006 als Single und als Download veröffentlicht. Er ist als Bonustrack auf Cruz’ Debütalbum Departure zu finden.
Taio Cruz, Streaky und Tim Kellett produzierten den Song. Die Single sowie auch das 2008er Re-Release wurden über das Plattenlabel Island Records veröffentlicht.

## Chartplatzierungen
Das Stück konnte sich sechs Wochen auf Rang 29 in den britischen Single-Charts platzieren. Am 10. November 2008 erschien ein Re-Release des Songs. Es erschien auch ein Remix, bei dem US-Rapper Flo Rida mitwirkte, allerdings konnte er die Charts nicht erreichen.
| ChartsChartplatzierungen     | Höchstplatzierung | Wochen |
| ---------------------------- | ----------------- | ------ |
| Vereinigtes Königreich (OCC) | 29 (8 Wo.)        | 8      |

## Musikvideo
Das Musikvideo wurde am 26. Juni 2009 auf Taios offiziellem YouTube-Kanal hochgeladen. Im Video lädt Cruz ein paar Freunde in ein Landhaus auf ein Essen ein. In einer weiteren Szene sitzt er auf einem Bett, neben ihm liegt seine Freundin.

## Versionen und Remixe
| #  | Version / Remix            | Länge |
| -- | -------------------------- | ----- |
| 1. | Radio Edit                 | 3:35  |
| 2. | Flo Rida Remix             | 3:58  |
| 3. | Jim Beanz Remix            | 4:05  |
| 4. | The Bimbo Jones Radio Edit | 3:13  |